# RTS Première
RTS Première è la prima radio statale svizzera di lingua francese, del gruppo RTS. Nata nel 1922, la sua programmazione è generalista, basata su programmi informativi, culturali e musicali.

La radio, nel 2007, ha avuto 547.960 radioascoltatori, con una quota di mercato del 39,3%, rimanendo la radio più ascoltata della Svizzera romanda.

## Loghi

1990-1993[senza fonte]
1993-1997[senza fonte]
1997-1999[senza fonte]
1999-2000[senza fonte]
2000[senza fonte]
Vecchio logo
Logo utilizzato dal 29 febbraio 2012 al 15 settembre 2016
Logo utilizzato dal 15 settembre 2016 al 25 agosto 2024
Logo in uso dal 25 agosto 2024

## Diffusione
RTS Première è ricevibile in Svizzera in FM e DAB, via satellite (Hot Bird), via cavo e su Internet in streaming. Alcuni suoi programmi sono forniti anche come podcast.
La ricezione in FM, oltre che nella Svizzera francofona, è disponibile nell'intera area della Svizzera Italiana, mentre nella Svizzera tedesca sono disponibili poche frequenze, principalmente la frequenza 99,9 MHz dal monte Santis, che arriva fino alle regioni di frontiera della Germania e dell'Austria.